# Harrison Ashby
Harrison Charles Ashby (Milton Keynes, 14 de noviembre de 2001) es un futbolista británico que juega en la demarcación de defensa para el Newcastle United F. C. de la Premier League de Inglaterra.

## Biografía
Empezó a formarse como futbolista en la cantera del West Ham United. Después de diez temporadas en las categorías inferiores del club, finalmente debutó con el primer equipo el 15 de septiembre de 2021 en un encuentro de la Copa de la Liga contra el Charlton Athletic F. C., partido que finalizó con un marcador de 3-0 tras el gol de Felipe Anderson y un doblete de Sébastien Haller. Su debut en la Premier League se produjo el 15 de diciembre de 2021 contra el Arsenal F. C.
En total disputó siete partidos con los hammers antes de ser traspasado al Newcastle United F. C. el 31 de enero de 2023. Sus primeros meses en el equipo estuvieron marcados por una lesión y en el mes de agosto fue cedido al Swansea City A. F. C. por una temporada. La siguiente también fue prestado, siendo el Queens Park Rangers F. C. su destino.

## Clubes
| Club                               | País       | Año       | Partidos | Goles |
| ---------------------------------- | ---------- | --------- | -------- | ----- |
| West Ham United F. C.              | Inglaterra | 2021-2023 | 7        | 0     |
| Newcastle United F. C.             | Inglaterra | 2023      | 0        | 0     |
| Swansea City A. F. C. (cedido)     | Gales      | 2023-2024 | 16       | 1     |
| Queens Park Rangers F. C. (cedido) | Inglaterra | 2024-2025 | 31       | 0     |
| Newcastle United F. C.             | Inglaterra | 2025-     |          |       |